# 黑素细胞痣

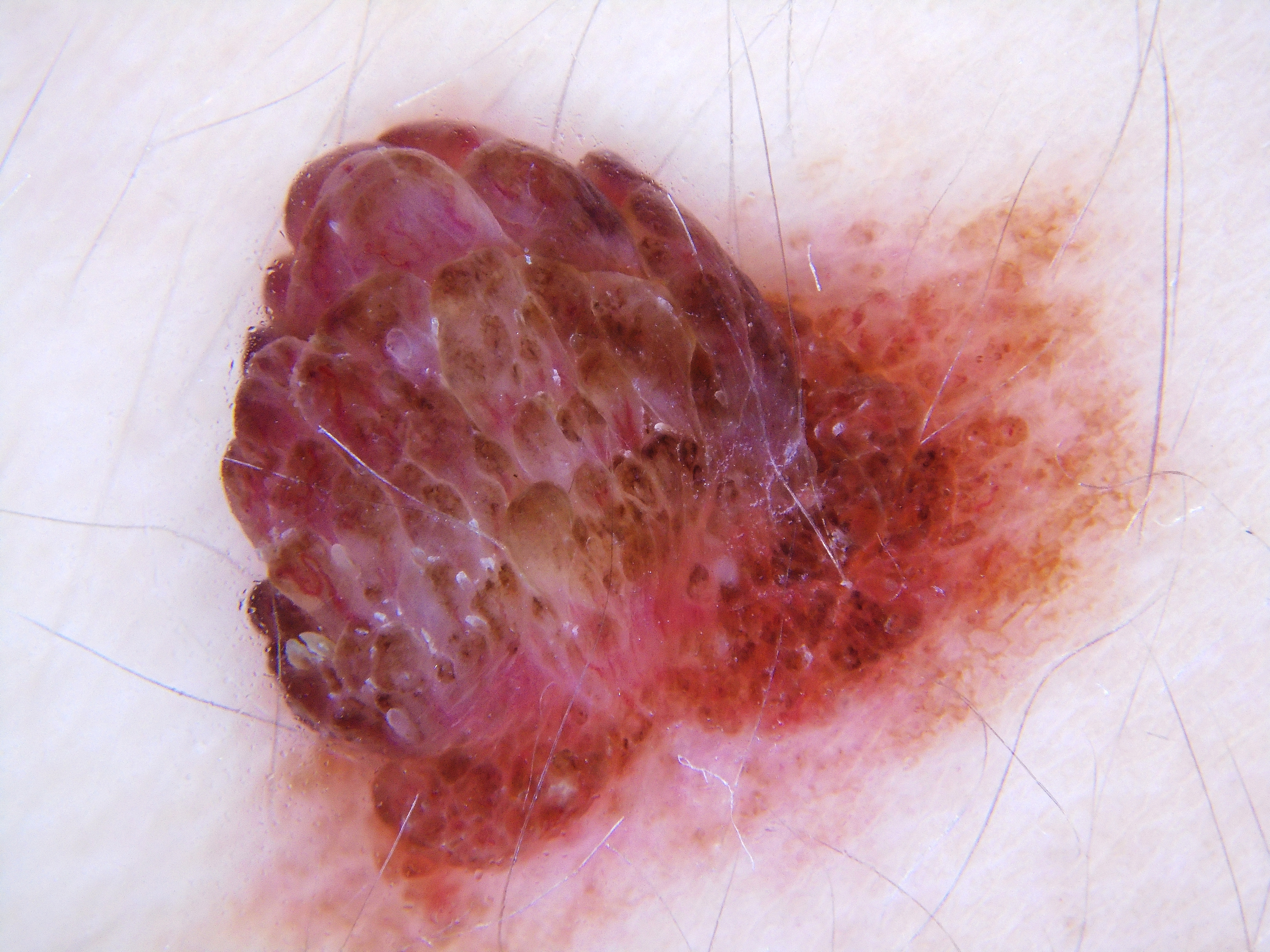
Intradermal melanocytic nevus (dermatoscopic image)

黑素细胞痣（melanocytic nevus），又称痣细胞痣（Nevocytic nevus），是一种人类常见的良性肿瘤，发生于皮肤的黑素细胞（痣细胞）。黑素细胞痣的天生携带率达到1%，常在2岁后发生。而后天也可能由于紫外线照射等原因产生，一般为良性。
黑素细胞痣可发生在身体任何部位，如果长在脸部和胸部等暴露部位会影响美观，但一般不需要治疗。如果发生癌变，则可能需要手术切除。